# 新松奇省
新松奇省（województwo nowosądeckie）是波蘭歷史上的一個省，始於1975年。1999年1月1日被併入小波蘭省。
1998年面積4,254平方公里。人口747,500人。首府新松奇。